# ناحیه کراچی غربی
ناحیه کراچی غربی ( ضلع کراچی غربی ) یکی از تقسیمات اداری بخش کراچی در ایالت سند در پاکستان‌است. این ناحیه در غرب بخش کراچی واقع شده‌است.